# باستان‌شکارچی
باستان‌شکارچی (نام علمی: Archaeovenator hamiltonensis) نام یک گونه از شاخه طنابداران است.